# ミサイル (SOPHIAの曲)
『ミサイル』は、日本のバンドSOPHIAの12枚目のシングルである。2000年2月2日発売。発売元はトイズファクトリー。

## 概要
- 2000年第1弾シングル。
- 初回限定盤はジュエルケース仕様、複数枚歌詞カード封入。通常盤はスリムケース仕様で、ディスクレーベルがジャケットとなっている。
- カップリングの「MARY」は全編英語詞曲である。
- 本作品リリース後、2000年7月に台湾・香港・シンガポール限定で『ミサイル.jp』として発売された。
- ジャケットは裸の女性がミサイルをかぶりついている。また、バンド名やタイトルの表記が片仮名で『ソフィアミサイル』になっている。

## 収録曲
1. ミサイル (3:51)
作詞・作曲：松岡充、編曲：SOPHIA
2. MARY (4:28)
作詞・作曲：松岡充、編曲：SOPHIA
3. 窓の外 街路樹の道 (6:28)
作詞：松岡充、作曲：豊田和貴、編曲：SOPHIA
4. ミサイル instrumental (3:51)

## 収録曲（ミサイル.jp）
1. ミサイル
作詞・作曲：松岡充
2. MARY
作詞・作曲：松岡充
3. 窓の外 街路樹の道
作詞：松岡充、作曲：豊田和貴
4. OAR
作詞：松岡充、作曲：豊田和貴
5. truth
作詞：松岡充、作曲：豊田和貴
6. -NO EXIT BLUES- pheakie mix
作詞・作曲：松岡充

## 楽曲の収録アルバム

### ミサイル
- オリジナル『進化論』（2001年）
- ベスト『THE SHORT HAND〜SINGLES COLLECTION〜』（2001年）
- ベスト『10th ANNIVERSARY BEST』（2005年）

### MARY
- ベスト『THE LONG HAND〜MEMBER'S SELECTION〜』（2001年）

## タイアップ
- ミサイル：花王「ソフィーナ オーブ」CFソング